# Marcus Ingvartsen

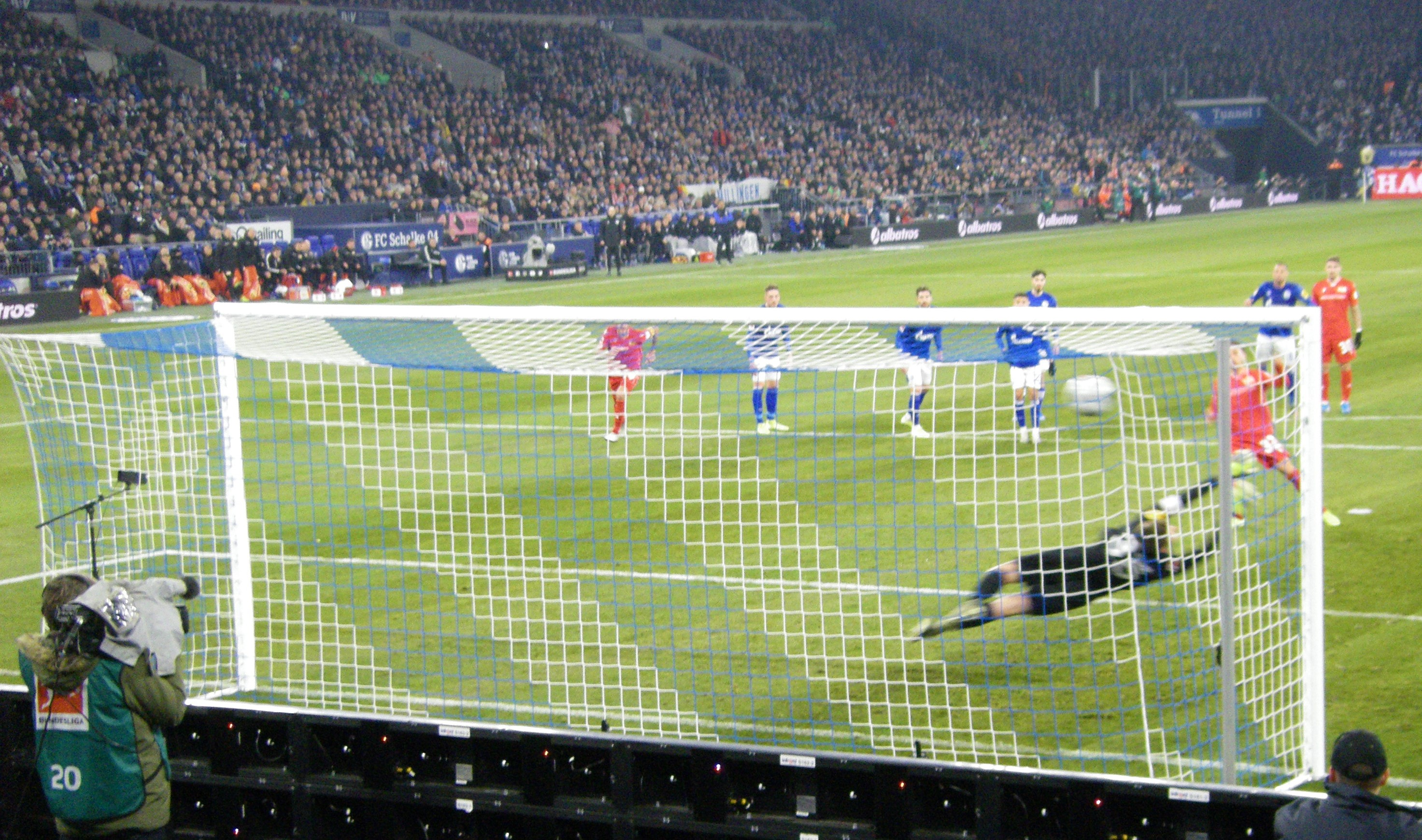
Marcus Ingvartsen verwandelt einen Strafstoß gegen den FC Schalke 04.

Marcus Højriis Ingvartsen (* 4. Januar 1996 in Farum) ist ein dänischer Fußballspieler. Er steht beim dänischen Erstligisten FC Nordsjælland unter Vertrag. Ingvartsen spielte ab der U16 für dänische Nachwuchsnationalmannschaften und gehört zum erweiterten Kader der dänischen A-Nationalmannschaft.

## Karriere

### Verein
Marcus Ingvartsen wuchs in Farum nahe Kopenhagen auf und trat im Alter von fünf Jahren Farum BK (ab 2003 FC Nordsjælland) bei. Im Alter von 18 Jahren gab der Stürmer am 28. Februar 2014 beim 2:0-Sieg am 20. Spieltag in der Superliga gegen Viborg FF sein Profidebüt. Zuvor hatte Ingvartsen mit der U19 des FC Nordsjælland am Viagreggio Cup teilgenommen. Die Saison 2013/14, in der er für die Profis in vier Partien zum Einsatz gekommen war, beendete der Klub auf dem sechsten Tabellenplatz. In der Saison 2014/15 spielte Marcus Ingvartse in 14 Partien und erzielte am 25. Mai 2015 mit zwei Treffern beim 4:2-Sieg am 31. Spieltag gegen Hobro IK seine ersten Tore in der Superliga; erneut wurde der FC Nordsjælland Ligasechster. In der Saison 2015/16 kam er zu 25 Einsätzen im Punktspielbetrieb und erzielte fünf Tore; der FC Nordsjælland belegte in der Abschlusstabelle der Superliga den neunten Tabellenplatz. In der Saison 2016/17 gelang Ingvartsen schließlich der Durchbruch, als er in 25 Einsätzen im regulären Spielbetrieb, in der der FC Nordsjælland Tabellensechster wurde, 14 Tore und in der Meisterrunde, in der der Verein den vierten Platz belegte, in zehn Spielen neun Tore erzielte. Mit insgesamt 23 Toren wurde er Torschützenkönig.
Nachdem mehrere europäische Vereine ihr Interesse an ihm bekundet hatten, wechselte Marcus Ingvartsen zur Saison 2017/18 nach Belgien zum KRC Genk  und unterschrieb einen Vierjahresvertrag. In seiner ersten Saison kam er anfänglich regelmäßig zum Einsatz, fand sich aber während der Rückrunde dann aber zuerst häufiger auf der Bank wieder und fiel dann während der Meisterschafts-Play-offs wegen einer Knieverletzung aus. In seinem zweiten Jahr war Ingvartsen dann kein Stammspieler und kam insgesamt zu lediglich acht Spielen. Der Durchbruch gelang ihm in seinen zwei Jahren in Belgien nicht.
Zur Saison 2019/20 verpflichtete der in die deutsche Bundesliga aufgestiegene 1. FC Union Berlin Marcus Ingvartsen und stattete ihn mit einem bis Juni 2022 laufenden Vertrag aus. In seinem ersten Jahr im Berliner Stadtteil Köpenick war er regelmäßig zum Einsatz gekommen und schaffte mit seinem Verein mit Platz elf den Klassenerhalt. Auch in seinem zweiten Jahr in der deutschen Hauptstadt war Ingvartsen einer, der oft gespielt hatte. Mit sieben Vorlagen und drei erzielten Toren trug er dazu bei, dass Union Berlin sich sensationell für die UEFA Europa Conference League qualifizieren konnte. Er kam für diese noch in den Play-offs gegen Kuopion PS zum Einsatz, doch aufgrund eines Vereinswechsels erlebte er die Gruppenphase nicht mehr.
Am 30. August 2021, nach dem dritten Spieltag der Bundesligasaison 2020/21, wurde Ingvartsen bis Saisonende mit Kaufoption an den Ligakonkurrenten Mainz 05 verliehen. In seinem ersten Spiel für die Mainzer am 11. September erzielte er eine Minute nach seiner Einwechslung den Treffer zum Endstand von 2:0 beim Bundesliga-Auswärtsspiel bei der TSG Hoffenheim. Auch im weiteren Saisonverlauf kam er hauptsächlich als Einwechselspieler zum Einsatz. Durch den Klassenerhalt des 1. FSV Mainz 05 griff die im Leihvertrag festgesetzte Kaufpflicht. Sein Vertrag in Mainz lief bis zum Sommer 2025. Er erzielte für Mainz 05 insgesamt 19 Tore in 58 Pflichtspielen.
In der Sommerpause 2023 wechselte Ingvartsen auf eigenen Wunsch zurück zu seinem Jugendverein FC Nordsjælland in die dänische Superliga, da er dort als Führungsspieler mehr Chancen sah, mit der dänischen Nationalmannschaft an der Europameisterschaft 2024 teilzunehmen.
Zum 1. Januar 2025 wird er zum neuen MLS-Club San Diego FC wechseln.

### Nationalmannschaft
Ingvartsen spielte 2011 und 2012 fünfmal für die dänische U16-Nationalmannschaft und viermal für die U17, darunter auch beim Syrenka Cup. Für die dänische U19 absolvierte er 2014 und 2015 sechs Spiele und erzielte zwei Tore.
Ab September 2015 spielte Ingvartsen für die dänische U21. Er kam bei den Qualifikationsspielen zur Europameisterschaft 2017 zu sechs Einsätzen. Anschließend wurde er in den dänischen Kader für die Endrunde in Polen nominiert. Er stand in den ersten beiden Partien gegen Italien und den späteren Titelträger Deutschland in der Anfangsformation; im dritten und letzten Gruppenspiel gegen Tschechien wurde er in der 65. Minute eingewechselt und erzielte in der 90. Minute das Tor zum 4:2-Endstand. Dänemarks U21 schied als Gruppendritter aus.
Am 22. März 2017 wurde Ingvartsen für das WM-Qualifikationsspiel gegen Rumänien erstmals in die dänische A-Nationalmannschaft eingeladen, blieb jedoch ohne Einsatz. Bei der U21-Fußball-Europameisterschaft 2019 in Italien und San Marino gehörte er erneut zum dänischen Kader, spielte allerdings lediglich in der Auftaktpartie gegen Titelverteidiger Deutschland. Genau wie 2017 schied Dänemark nach der Gruppenphase aus.
Am 28. März 2021 debütierte Ingvartsen im WM-Qualifikationsspiel in Herning gegen Moldawien für die A-Nationalmannschaft der Dänen und erzielte in der 89. Minute, zwölf Minuten nach seiner Einwechslung, das Tor zum 8:0-Endstand.